# Wadera
Wadera est un woreda du sud de l'Éthiopie situé dans la zone Guji de la région Oromia. Il porte le nom de son centre administratif, Wadera, et a 50 554 habitants en 2007.

## Situation
Situé au nord-est de la zone Guji, le woreda Wadera est limitrophe de la zone Bale. Il occupe la partie sud-est de l'ancien woreda Adolana Wadera.
Son centre administratif, Wadera, se trouve à une cinquantaine de kilomètres de Kibre Menguist (Adola Town) sur la route d'Yirgalem à Negele.
|             | Girja     |                    |
| Adola       | Wadera    | Meda Welabu (Bale) |
| Odo Shakiso | Saba Boru | Goro Dola          |

## Population
Au recensement de 2007, le woreda Wadera compte 50 554 habitants et 9 % de sa population est urbaine.
La majorité (64 %) des habitants y sont musulmans, 27 % sont protestants, 5 % sont orthodoxes, 3 % sont de religions traditionnelles africaines et 1 % sont catholiques.
Avec 4 729 habitants en 2007, Wadera est la seule agglomération du woreda.